# 定吉七番
『定吉七番』（さだきちセブン）は、東郷隆のスパイアクションコメディー小説シリーズ。基本的な設定、タイトルはスパイ小説および映画『007』シリーズのパロディである。この小説を原作としたPCエンジンのゲーム『定吉七番 秀吉の黄金』もこの項で扱う。

## あらすじ
定吉七番こと安井友和は、大阪商工会議所秘密会所所属の殺し屋兼情報部員、「殺人許可証を持つ丁稚」である。彼は元締である千成屋宗右衛門に呼び出され、唐桟の仕着せに前垂れかけて、愛用の包丁「富士見西行」を懐にして、関西経済界の破壊を目論む悪の結社との戦いに挑む。

## 登場人物

### 主人公・定吉七番
- 本名・安井友和。身長180cm、体重72kg[1]。枚方市に自宅がある[1]が、普段は大阪市中央区北浜にある寮に在住[2]。
- 暗殺者としては極めて有能で、定吉七番として登録以降は延べ200人以上[1]、『オクトパシー・タコ焼娘』の掛け取りの前年だけでも70人を殺害。「世界で最も危険な丁稚」とされている[3]。
- 会所から与えられた表向きの肩書きは、「丼池繊維振興会事務局連絡二課渉外係長補佐見習い」[2]。その肩書きのため、スパイ活動のないときは本物の丁稚として働き、時には得意先の接待[4]や、船場センタービルのレジ[5]に駆り出されることも。
- 唐桟のお仕着せに前垂れ、短く刈り上げた頭（右後頭部に大きな十円ハゲあり）にハンチング帽と、常に典型的な丁稚の装いをしている（下着は褌[6]）。その服装のため、関西以外で活動するときは落語家の「桂定雀」を名乗ることも[1]。
- 岩園流小具足組打ち術、鎧通しの術免許皆伝。[7]また京三大庖丁家のひとつ、生間流の免状を持つ。
- 武器は有次六代目作と言われる、刃渡り9寸5分[注 1]の柳刃包丁「富士見西行」を、バーンズ・マーチンのホルスターに入れて携帯。かつて暴発させて自分の足を撃ち抜いた経験から、銃は持たない[1]。ちなみにそれまでは刃渡り七寸五分の丸屋の出刃包丁を使っていた。
- 神経性皮膚炎[注 2]を患っており、その治療薬として山城笠取山の古刹・濫寿寺産の毒消し軟膏「大濫膏」を常備。これは粘膜に使用すると催淫効果をもたらす媚薬にもなり、定吉の第二の武器となっている。
- 好物は船場汁で、時間が許す限り朝には必ず食べる。嫌いなものは納豆[5]。また酒・タバコは嗜まない[注 3]。
- 食前酒がわりに薄味のうどんを注文する、カレーは全部かき混ぜたうえ生卵を落とし「インデアンカレー」風で食べる[6]など、食には関西流のこだわりを見せる。味には一家言ある一方で、過食症の症状も見られる[5]。

### 大阪商工会議所秘密会所
関西財界人の利権を守るためなら、非合法活動も辞さない影の組織。略称はOCCI(THE OSAKA CHAMBER OF COMMERCE AND INDUSTRY)。本部は北御堂筋・本願寺津村別院横ビルの4階にあり、表向きは「井原西鶴行跡保存会」の看板を掲げている。
組織には情報部員が多数所属しており「太助」「留吉」「幾松」などのコードネームが与えられており「定吉」ネームは、その頂点に立つ情報部員に与えられる。江戸時代の丁稚制度にならいさらに出世すると吉の名を取られ「定七番」、小番頭になれば助をつけて「定助七番」となる。
機関誌「月刊・商人の友」を発行している。時折、定吉も取材を受けているのだが、業界誌にもかかわらず一般にも流通しているので、実は定吉の正体は大阪の人々にバレている。
千成屋宗右衛門
会所の元締め、通称「土佐堀の御隠居」。『007』シリーズの「M」に相当する。
冷静な締まり屋。定吉は内心で「ごりがん爺」「がしんたれ」と毒づいている。ナタ豆煙管を愛用。
九作
会所の中番頭にして、兵器主任。『007』シリーズの「Q」に相当する。
会所に来る前は板前で、通称「はも切りの九作」。それ以前にはダイハツ工業に勤務していたこともある。
祖先も機器には強く、15代前の祖先は江戸時代に「からくり久作」として名を馳せていた。
雁之助
会所の小番頭。定吉の直接の上司で、情報主任。小太りで、眉が異様に太い。芦屋生まれ。
駆けだし時代の定吉の教育係でもあり、平手打ちも厭わぬ厳しさを持つ一方、情に篤い面もある。
万田金子（ミス・マネー）
会所の有能秘書。『007』シリーズの「ミス・マネーペニー」に相当する。
元ミス十日戎。B86・W58・H90の豊満な肉体を持ち、ことあるごとに定吉に迫るが、いつも宗右衛門らに邪魔をされてしまう。
留吉への二十六番
極秘連絡専門の情報部員。ぬいぐるみやゴミ箱、置物などの中に、時には手足の関節を外してまで潜り込んで定吉と接触する。くぐもった濁声が特徴で、素顔は一切見せない。

### その他
増井屋お孝
お初天神境内にある茶店の看板娘、定吉の恋人。酒に強く祖母は千成屋のよい人だった。

### NATTO（ナットー）
大阪商工会議所最大の敵である、汎関東主義秘密結社。元は「納豆団」という小さな宗教団体であったが、やがて巨大組織に急成長。関西文化を否定し、神田明神と平将門並びに東照大権現をあがめ、“全関西人の食卓に納豆を!!”をスローガンに、東日本から関西系企業を駆逐・関西人を排斥する為に暗躍する（『007』シリーズの「スメルシュ」に相当）。
長らく正式名称すら不明であったが、『定吉七番の復活」においてその創始者により「新潟県朝日村農協タクティカルオーガニゼーション」の略である、と語られた。
“NATTO”の下部組織として「KIOSK」（関東一円お弁当殺人協会、別名「贅六殺し」）、高級愛人クラブ「リカちゃん会」が存在する。

## 作品リスト
『定吉七は丁稚の番号』から『太閤殿下の定吉七番』までの5作は、いずれも角川文庫から出版された。のちに『角のロワイヤル』、『太閤殿下の定吉七番』を除く3作は1994年に講談社文庫より再版されたが、現在は角川・講談社両文庫版ともに絶版となった。なお、講談社オンデマンドで講談社文庫から発売されていない2巻も含めた全5巻の購入が可能。また、講談社電子文庫でも全5巻の電子ブック版のダウンロード購入が可能となっている。

### 定吉七は丁稚の番号
角川文庫 1985年 ISBN 4-04-161901-7、講談社文庫 1994年 ISBN 4-06-185557-3
- 「ドクター・不好（プー・ハオ）」、「オクトパシー・タコ焼娘」の2作を収録。
- 角川文庫版のカバーイラストは泉晴紀、解説は矢作俊彦。
- 講談社文庫版のカバー撮影は戸田嘉昭、カバーデザインは坂川栄治、解説は縄田一男。
- PCエンジン用ゲームソフト『定吉七番 秀吉の黄金』発売の際、メディアミックスの一環として「劇団奇麗」により「定吉七は丁稚の番号」として演劇化されている[8]。演劇版の作・演出、ゲーム版のシナリオ化は酒井啓行が担当した。
- 元ネタは「007 ドクター・ノオ」および「007 オクトパシー」。本のタイトルの元ネタは映画版「ドクター・ノオ」の邦題「007は殺しの番号」。

### ロッポンギから愛をこめて
角川文庫 1985年 ISBN 4-04-161902-5、講談社文庫 1994年 ISBN 4-06-185625-1
- 「ロッポンギから愛をこめて」を収録。
- 角川文庫版のカバーイラストは泉晴紀、解説は川又千秋。
- 講談社文庫版のカバー撮影は斉藤実、カバーデザインは坂川栄治。
- 元ネタは「007 ロシアから愛をこめて」。

### 角のロワイヤル
角川文庫 1986年 ISBN 4-04-161903-3
- 「角のロワイヤル」を収録。
- カバーイラストは泉晴紀、解説は三枝章一。
- 元ネタは「007 カジノ・ロワイヤル」。

### ゴールドういろう
角川文庫 1986年 ISBN 4-04-161904-1、講談社文庫 1994年 ISBN 4-06-185696-0
- 「ゴールドういろう」を収録。
- 角川文庫版のカバーイラストは開田裕治、解説は井上一夫。
- 講談社文庫版のカバー撮影は斉藤実、カバーデザインは坂川栄治。
- 元ネタは「007 ゴールドフィンガー」。
- 巻末には「ビーンズ・フィンガー　しまい」とある。これは初期に考案されたタイトルである[9]。

### 太閤殿下の定吉七番
角川文庫 1988年 ISBN 4-04-161905-X
- 「秀吉の黄金」、「真昼の温泉」の2作を収録。
- カバーイラストは安永航一郎、ゲーム版のキャラクターデザイン・イラスト・コミカライズも担当。解説は酒井啓行。
- 「秀吉の黄金」はPCエンジン用ゲームソフト『定吉七番 秀吉の黄金』の原作を前提として執筆[8]。
- 「真昼の温泉」の元ネタは西部劇映画の「真昼の決闘」。本のタイトルの元ネタは「女王陛下の007」。

### ネバー・セイ・ネバーおいでやす
（講談社、小説現代1994年5月号、7月号、9月号、11月号、1995年1月号に連載）
- 敵方のモデルとした某宗教団体がサリンを撒いた為 自粛により未完、未単行本化。
- タイトルの元ネタは「ネバーセイ・ネバーアゲイン」。

### 定吉七番の復活
講談社（ソフトカバー） 2013年1月31日 ISBN 978-4-06-217639-2、講談社文庫 2015年4月15日 ISBN 978-4-06-293091-8
（講談社、小説現代2010年6月号より2011年2月号まで連載）
- 画・安永航一郎（連載時のみ。単行本には未収録、文庫版ではカバーイラストを担当）
  - 第一話 氷漬けの丁稚
  - 第二話 彷徨う定吉
  - 第三話 新たなる敵
  - 第四話 仕事する丁稚
  - 第五話 潜入する丁稚
  - 第六話 咆哮する丁稚
  - 第七話 朝日村の秘密
  - 第八話 帝国の復活
  - 最終話 明日への飛翔

### ビンボー・怒りの脱出
同人誌、前編 2014年12月28日、後編 2015年3月28日
表紙イラストは安永航一郎、前編には速水螺旋人による寄稿イラストあり。

### 外伝「小番頭 雁之助どんの恋」
同人誌、2015年8月15日
表紙イラストは速水螺旋人

### マンコ・カパックの陰謀
同人誌、2015年12月29日
表紙イラストは安永航一郎、前後編の前編に当たる。
後編は「マンコ・カパックの逆襲」。

### マンコ・カパックの逆襲
同人誌、2016年5月5日
表紙イラストは安永航一郎、前後編の後編に当たる。
前編は「マンコ・カパックの陰謀」。

## ゲーム

### 概要
1988年11月18日にハドソンよりPCエンジン用ソフト『定吉七番 秀吉の黄金』として発売された。原作は『太閤殿下の定吉七番』収録の「秀吉の黄金」で、このゲーム化を前提に執筆された作品である。ゲームシナリオ化担当は酒井啓行、キャラクターデザインは安永航一郎が担当した。
- ゲームジャンルはAVG。原作と同じく随所に関西風のギャグか盛り込まれており、選択コマンドの中には「わらかす」というものもあった。シナリオは全8章で構成。比較的子供がプレイして差し支えないような演出で構成されており、この辺りは原作とは大きく異なる。
- 発売時にオンエアされたTVCMには原作者の東郷隆本人も出演しており、当時ハドソンが提供していた番組内で全国ネットで放映された。
- この他にも東郷は、当時のゲーム雑誌の記事の制作者スタッフインタビューへ原作者として顔出しで参加しており、雑誌に掲載された広告にも主人公の定吉と同じ丁稚姿の服装で出演していた。
- 「ゲーム化の際にハドソンに『定吉七番』を商標登録されてしまったため、原作者が続編を出せない羽目になった」という噂が存在する[11]。ただし、実態としてはそもそも登録した商標と同じタイトルの書籍を販売したところで、商標権侵害は認められない　[12]という点、商標を取得したのがハドソンではなく、東郷隆と関係が深かったソフィックス[13]という点、そもそも商標が有効であるはずの1994年時点で文庫化している点を考え、ただの冗談だった可能性が非常に高い。なお、2019年時点で「定吉七番」の商標登録は存在しない。
- ゲームのキャラクターデザインを担当した安永航一郎の手によりコミック化もされている。小学館『週刊少年サンデー』1988年51号・52号に掲載された。
- 中村悠一は本作のファンを公言しており、東京エンカウントやわしゃがなTVでプレイしたいとぼやいていたが、著作権等の権利関係から無理であろう事も理解していたようで、わしゃがなTVでプレイ許諾が下りた際には珍しく大声をあげて喜んでいた。中村はナビゲートに徹し実際にプレイしたのはマフィア梶田で、ライター特有の視点から序盤はナビなしで順調に進めていったが、当時のアドベンチャーゲーム特有の総当たり具合に「中村さんこれ・・・神ゲーっすね！」と声を上げた。ゲームセンターCXでも、課長の有野晋哉に電話でヒントを提示していた。

### 登場人物

#### 大阪商工会議所
※原作小説の「秀吉の黄金」では定吉と幾松以外の工作員は会所のアルバイトという設定だが、ゲームではそれぞれが表向きの職業に就いた大阪商工の正式な工作員となっている。
定吉七番（安井友和）
プレイヤー。結構男前で、10円ハゲがチャームポイント。いつでも着物着用で洋服は着ない。数千から数万単位のお金を持ち歩いているが札は無くがま口に大量の小銭を詰め込んでいる。武器は「包丁」。ミニ熊手がスパイの証。ゲーム内でその他のスパイでは「幾松（）」が確認されている。わらかすネタが昼間に言うと差し支えのある下ネタばかりである。
御隠居
定吉の大番頭。定吉に指令を出しどつくとどつき返される。
金子さん
大阪商工会議所の受付嬢。ナイスバディで身長は166cmである。
雁之助
小番頭。トイレでたこ焼きを食べるなど、仕事をサボっている事が多い。
カマやん
日雇い労働者で大阪の穴と言う穴を掘った穴掘りのプロ。いつも通天閣のビリケンさんの前で寝ている。由来は釜ヶ崎から。お酒が好物、武器は「つるはし」。
キクちゃん
遊びのプロで美人だが疲れたと言って喫茶店で休むわ暫くすると抜け出してパチンコへ勝手に行くわと勝手気ままに行動を取る上、すぐNATTOに捕まって足を引っ張ったりと全く仕事をしない。好きなものが原因でいじめられた過去がありどつくと大泣きする。武器は「かなきり声」。
キョウジュ
暗号解読のプロ。カマやんとしか東京へ行きたくないとごね、途中でNATTOに捕まってしまうが最後まで救出される事は無かった。どつくとめがねが落ちる。武器は「ハタキ」。
サイフどん
カエルを飼うことが趣味で、呉服問屋経営。武器は「そろばん」。そろばん勘定に厳しい一方でそろばんでスケボーすることも。
トラのすけ
普段から法被を着ている応援のプロ、阪神ファン。キクちゃんの事が好き。武器は「紙吹雪」。
マスやん
七三分け、でかい蝶ネクタイに派手な背広の漫才師。「ハナテンノ マスオ」という芸名でテレビの演芸番組にも出るほどの売れっ子で主にメンバー間の連絡係。スケベでキクちゃんを狙っている。武器は「ハリセン」。
おクメさん
本名「ももたに クメ」。鍵開けのプロで雁之助の愛人。武器は「畳針」。

#### NATTO
多くが上京者で編成され表では横文字職業に就いているのが特徴。
コマンドー
NATTO戦闘担当。定吉と壮絶な死闘を展開する。体の割りに意外と弱い。本名はアーノルド富岡。
サヤカ
NATTOの中心的人物。大阪商工側にスパイとして潜りこんでいた。
チヨダ1ゴウ
NATTO作戦担当。タイマンで定吉に素手で挑むサラリーマン。
センセ
表はライター（小説家）として活動しており東北訛りがある。車内で大阪商工の工作員だった車掌を万年筆で殺す。
トシちゃん
表ではディスコのガードマン兼モデル。肌荒れを気にしておりパックを外すと弱体化する。後にNATTOに居ながら納豆が苦手だった事が判明する。

### スタッフ
- オリジナルストーリー：東郷隆
- キャラクター・デザイン：安永航一郎
- プロデュース、ディレクト：酒井啓行
- 脚本：酒井啓行、島田良尚、清水篤志郎
- アドバイザー：中島渉
- フィクサー：高山秀隆
- プログラマー：Y.KAWAGUCHI、RURIRURI NAGATA、CHARLEY NAKATA、山森正和
- ミュージック・プログラマー：井上大介
- サウンド・デザイナー：滝本利昭
- システム・コーディネーター：飛田雅宏、板垣史彦、KAORU SHINDO
- デザイナー：鈴木民人、東明彦、YASUE OIKAWA、GARY FUJIMOTO、TAKEDA HANIWA MARI
- プランニング、プロデュース：ソフィックス・コーポレーション

### 評価
ゲーム誌「ファミコン通信」の「クロスレビュー」では7・7・8・6で合計28点（満40点）、「PC Engine FAN」の読者投票による「ゲーム通信簿」での評価は以下の通りとなっており、23.92点（満30点）となっている。また、この得点はPCエンジン全ソフトの中で45位（485本中、1993年時点）となっている。
| 項目 | キャラクタ | 音楽 | 操作性 | 熱中度 | お買得度 | オリジナリティ | 総合  |
| 得点 | 4.31       | 4.10 | 3.83   | 4.11   | 3.89     | 3.69           | 23.92 |

## その他
- 「定吉七号の冒険」（金子隆一著）- 『メカニックマガジン』連載「フューチャー・メカニクス」において不定期掲載された、東郷隆とは別解釈の定吉七番。